# Березко-Маргграндер, Яна
Яна Березко-Маргграндер (род. 17 октября 1995, Тольятти, Россия) — немецкая спортсменка (художественная гимнастика), бронзовая медалистка Юношеских Олимпийских игр (2010), участница Олимпийских игр в Лондоне (2012).

## Карьера

### Юниорская
Яна переехала из России в Германию вместе с семьёй в 2008 году. Занималась художественной гимнастикой в Фелльбах, где её тренером стала Галина Крыленко. Является членом спортклуба TSV Schmiden.  В 2010 году участвовала в клубном чемпионате мира среди юниоров, где завоевала серебряную медаль в многоборье. Также выиграла три бронзовых медали на чемпионате Европы среди юниоров в 2010 году: в командном зачёте, с обручем и мячом.
Представляла Германию на юношеских Олимпийских играх 2010 года, где выиграла бронзовую медаль в многоборье.

### Взрослая
В 2011 году Яна принимала участие в чемпионате Европы в Минске, где вместе с партнершей по команде помогла Германии занять 11 место в командном зачёте. Чемпионат Европы 2012 года Яна была вынуждена пропустить из-за травмы.
В 2012 году Яна Березко-Маргграндер представляла Германию на летних Олимпийских играх в Лондоне. Она заняла 17-е место в индивидуальном многоборье, не выйдя в финальную стадию LONDON 2012 RHYTHMIC GYMNASTICS,INDIVIDUAL ALL-ROUND WOMEN FINAL